# 密姫
密姫（みつひめ）は、出羽庄内藩第4代藩主・酒井忠真の正室。肥後熊本藩第3代藩主・細川綱利の三女。母は徳川頼房の娘・犬姫。

## 生涯
忠真との間に子女は生まれなかったが、忠真と側室の間に生まれた忠辰を養育した。しかし忠辰が夭折したため、出羽松山藩主・酒井忠予の次男・酒井忠寄を養子として迎えた。

## 登場作品
- 『水戸黄門』第40部第12話（2009年10月26日放映、TBS）演：黒川智花